# Els Prats de Rei
Els Prats de Rei – gmina w Hiszpanii, w prowincji Barcelona, w Katalonii, o powierzchni 26,25 km². W 2011 roku gmina liczyła 534 mieszkańców.